# زراوند طويل
الزَرَاوَنْد الطَّوِيل أو شجرة رستم (الاسم العلمي: .Aristolochia longa L) نوع نباتي ينتمي إلى جنس الزراوند من الفصيلة الزراوندية.